# Underworld (Doctor Who)
Pour les articles homonymes, voir Underworld.
Underworld (Monde souterrain) est le quatre-vingt-seizième épisode de la première série de la série télévisée britannique de science-fiction Doctor Who. Il fut originellement diffusé en quatre parties du 7 au 28 janvier 1978.

## Accroche
Le Docteur, Leela et K-9 se retrouvent téléportés dans un vaisseau Minyan, une race extraterrestre qui s'est autrefois détruite à cause de la technologie des seigneurs du temps. Alors que le Docteur aide leur peuple à échapper à la disparition, ils se retrouvent confrontés à un immense ordinateur devenu fou.

## Distribution
- Tom Baker — Le Docteur
- Louise Jameson — Leela
- John Leeson —  Voix de K-9
- James Maxwell — Jackson
- Alan Lake — Herrick
- Jonathan Newth — Orfe
- Imogen Bickford-Smith — Tala
- James Marcus — Rask
- Godfrey James — Tarn
- Jimmy Gardner — Idmon
- Norman Tipton — Idas
- Jay Neill — Klimt
- Frank Jarvis — Ankh
- Richard Shaw — Lakh
- Stacey Tendeter — Naia
- Christine Pollon — Voix de l'Oracle

## Résumé
Le TARDIS se retrouve au bord de l'univers, là où plus rien n'existe. Le Docteur y découvre un vaisseau, le R1C occupé par des Minyens, une race extra-terrestre que les seigneurs du temps ont cherché à aider par le passé. Se faisant passer pour des dieux, ils leur ont offert une avancée technologique qui s'est hélas soldée par une guerre civile. Utilisant les armes qui leur ont été données, les Minyens ont fait exploser leur planète, Minyos. S'invitant sur le pont du vaisseau, le Docteur, Leela et K-9 font la connaissance des quatre derniers Minyens restant : Jackson, Herrick, Orfe et Tala, dont le but est de retrouver le vaisseau P7E, transportant la base de données génétiques de leur race afin de pouvoir la sauvegarder. L'équipage voyage depuis des millénaires et ne doit leur survie qu'à une technique de renouvellement cellulaire offerte par les seigneurs du temps.
L'équipage a enfin retrouvé la trace du P7E qui se trouve au centre de la nébuleuse. Hélas, avec le temps, des comètes se sont amalgamées à elle et celle-ci est devenue une sorte de minuscule planète. En tentant d'y atterrir, le R1C s'écrase sur la planète devenue maintenant habitée et peuplée d'une colonie d'esclaves mineurs, les Trogs, vivant sous le joug des Sheers, les agents d'une puissance inconnue appelée l'Oracle. Alors que les Minyens sont partis en repérage, le Docteur et Leela viennent en aide à un jeune Trog, Idas et réussissent de peu à échapper au gazage d'un des tunnels miniers dans lequel ils se trouvent. Idas leur apprend que son père, Idmon va bientôt être publiquement sacrifié pour hérésie.
Le Docteur parvient à empêcher l'exécution et à provoquer une rébellion des Trogs. Appuyés par l'équipage du R1C, ils parviennent à s'enfuir dans les tunnels, même si Herrick se retrouve seul et est capturé. Le Docteur, Leela et Idas parviennent à atteindre le cœur de l'Oracle, qui se révèle être l'ordinateur de bord du P7E qui contient les données génétiques recherchés par les Minyens. Ils parviennent à trouver les données et à s'enfuir. Seulement, entre-temps, les Sheer ont offert à Herrick des fausses banques de données qui se révèlent, une fois de retour sur le vaisseau, être des grenades à fissions capable de faire exploser une planète. Le Docteur parvient à s'en apercevoir à temps et à intervertir les échantillons.
Apercevant les Trogs dans les tunnels, le Docteur découvre qu'il s'agit en réalité des descendants des minyens ayant voyagé sur le R1C et décide de les emmener sur le P7E. La planète explose, permettant au R1C de quitter la nébuleuse. Le Docteur repart dans le TARDIS où Leela lui reproche d'avoir appelé le capitaine Jackson, « Jason », ce qui laisserait à penser que le Docteur a confondu avec un ancien mythe.

### Continuité
- L'épisode raconte que l'accident avec les Minyens est à l'origine de la politique de non-intervention des seigneurs du temps.